# José Castelaro

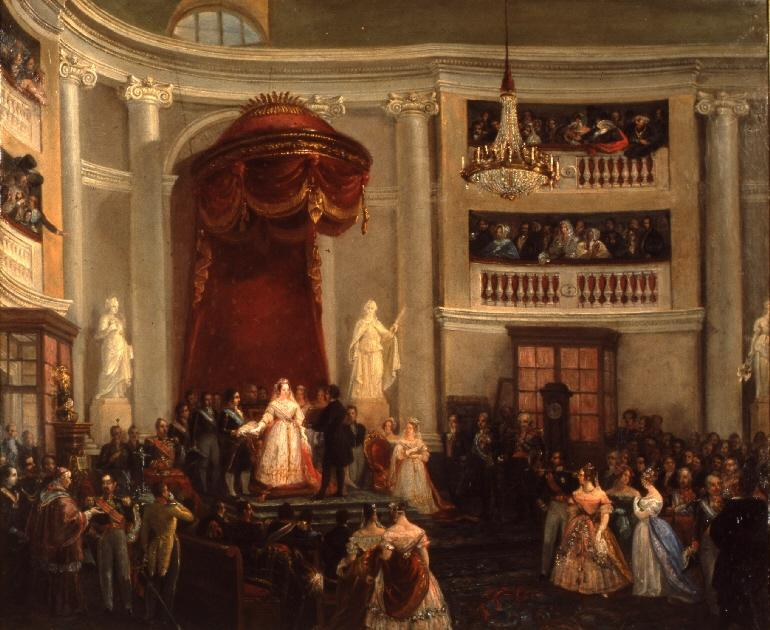
Isabel II jurando la Constitución, óleo sobre lienzo, 70 x 85 cm, Museo de Historia de Madrid. Boceto premiado por el Ayuntamiento de Madrid en concurso público convocado para perpetuar la ceremonia del juramento de la Constitución de 1837 por Isabel II tras ser declarada mayor de edad, 1844.

José Castelaro y Perea (Madrid, 1801-6 de abril de 1873) fue un pintor español.

## Biografía
Discípulo de Vicente López, se formó en la Escuela Superior de Pintura, Dibujo y Grabado de Madrid, dependiente de la Real Academia de Bellas Artes de San Fernando en la que ingresó como académico de mérito en 1831 con la presentación del óleo titulado El Cid armado caballero. En mayo de 1836 viajó a Segovia y su provincia en nombre de la comisión encargada de recoger y catalogar las obras de arte de las iglesias y conventos desamortizados para crear con ellas los museos provinciales y seleccionar las que se destinarían al Museo de la Trinidad.
Fue profesor numerario de dibujo de la Escuela de Bellas Artes de Oviedo (1832-1835) y de la Real Academia de Bellas Artes de San Fernando, de la que llegó a ser tesorero y teniente director de estudios. Pintor versátil, junto a la pintura de historia, muy del gusto de la época (Isabel II jura la Constitución, Museo de Historia de Madrid, El Cid armado caballero, Real Academia de Bellas Artes de San Fernando) y los asuntos costumbristas, próximos a la manera de Leonardo Alenza, de los que puede servir de ejemplo La noche de Reyes en la Puerta del Sol del Museo de Historia de Madrid, abordó el retrato, incluyendo el retrato historicista (Sancho III, rey de Castilla, Museo del Prado) y los motivos religiosos (Sagrada Familia, 1830, Real Monasterio de la Visitación de Santa María de Orihuela).